# Monopoly Tycoon
Monopoly Tycoon é um jogo de computador da Atari. É um simulador competitivo, onde o jogador administra sua empresa e compete com até cinco jogadores controlados pelo computador ou via rede local ou modem.

## Personagens
Há dez personagens disponíveis para se escolher:
- Shoe;
- Horse;
- Battleship;
- Top Hat;
- Cannon;
- Iron;
- Thimble;
- Racecar;
- Dog;
- Wheelbarrow.

## Requisitos de sistema
Para se jogar com uma velocidade razoável, é necessário seguir os requisitos mínimos do jogo:
- Windows 95, 98 ou Me;
- Pentium 233 MHz ou superior;
- 64 MB de memória RAM;
- 90 MB de espaço livre no HD;
- Placa de vídeo de 8 MB, compatível com Windows;
- Placa de som compatível com Windows;
- DirectX 8;
- Modem 56K (para vários jogadores).